# L'assassin habite au 21
L'assassin habite au 21 (en español El asesino vive en el n* 21) es una novela de suspenso del escritor belga Stanislas-André Steeman escrita originalmente en francés publicada en 1939. 

## Sinopsis
Londres está aterrorizada por un misterioso asesino que ya ha cobrado siete víctimas en dos meses y medio, siempre con el mismo modus operandi: rotura del cráneo con un saco de arena mientras la víctima caminaba en la bruma londinense. Para empeorar las cosas, el asesino siempre firmaba las muertes con una tarjeta con el nombre "Mr. Smith". La policía, que no encuentra ningún vínculo entre las víctimas y ningún indicio sobre la identidad del criminal, observa cómo va creciendo el pánico entre la población. Al fin, un cierto Toby Marsh es testigo de uno de los asesinatos y al seguir discretamente al autor lo ve entrar con sus propias llaves al n* 21 de Russel Square, donde se encuentra una pensión familiar con una decena de huéspedes. El asunto parece cerrado, solamente queda desenmascarar al culpable entre los huéspedes.
L'assassin habite au 21 es uno de los grandes clásicos del género del policial negro. Se trata de una perfecta novela de intriga con un estilo muy británico, a pesar de que su autor, un gran especialista en el género, era de nacionalidad belga. La novela es admirable desde el título, que al hacerle saber rápidamente al lector dónde vive el asesino le induce a creer que la investigación está terminada, pero pronto aparecen las complicaciones. Los sospechosos tienen un número limitado y Steeman proporciona poco a poco los datos necesarios hasta que finalmente, el escritor hace un interludio para dirigirse directamente al lector y anunciarle que tiene en su mano todas las cartas necesarias para descubrir por sí mismo la identidad del criminal. 
A ello siguen dos capítulos que sin aportar nuevos datos ayudan al lector a encontrar la solución del enigma que recién en las últimas páginas le es revelado. No es fácil identificar al culpable; desde el comienzo algunos son más sospechosos que otros, el lector deberá jugar con las palabras, rever y reinterpretar algunas escenas, pero sin duda la verdad es más difícil de aprehender que lo que parecía al inicio.

## Comentario
La novela está bien escrita, tiene un suspenso bien construido y también su dosis de humor. El ritmo es sostenido, no tiene tregua. La influencia que ha tenido esta obra se evidencia en que se encuentran trazas de ella en muchas otras posteriores dentro del género. Cabe acotar finalmente que en la época en que escribía esta obra Stanislas-André Steeman vivía en Square su Val de la Cambre, en Ixelles, en el número 21.

## Versiones fílmicas
Sobre la base de la novela se hicieron dos filmes: el director francés Henri-Georges Clouzot realizó la película del mismo nombre estrenada el 7 de agosto de 1942 y el director argentino Carlos Hugo Christensen hizo  La muerte camina en la lluvia,  película  estrenada el 7 de septiembre de 1948.